# أمبير باريتو
أمبير باريتو (بالإنجليزية: Amber Barretto)‏ هي ممثلة أمريكية، ولدت في 19 يناير 1978 في ميامي بيتش في الولايات المتحدة.

## وصلات خارجية
- أمبير باريتو على موقع IMDb (الإنجليزية)
- أمبير باريتو على موقع أول موفي (الإنجليزية)
- أمبير باريتو على موقع قاعدة بيانات الفيلم (الإنجليزية)